# Навіжені в Мексиці
«Навіжені в Мексиці» — пригодницький роман українського письменника  Максима Кідрука (початий був у середині 2009, а закінчений — на початку 2010 року);  опублікований у видавництві «Книжковий клуб «Клуб сімейного дозвілля»» 2011 року.

## Опис книги
Чудовий гумор, напружений сюжет, колоритні образи «навіжених» друзяк Макса і Тьоміка розвіють зимову нудьгу та неодмінно зігріють серце гарячим повітрям далекої Мексики. Автор цього пригодницько-комедійного роману Макс Кідрук радить прочитати його усім романтичним відчайдухам: «Навіжені в Мексиці» настійно рекомендуються всім тим, хто віддає перевагу навіженим пригодам перед глевким комфортом та домашнім спокоєм, для кого шерхіт вітру, заміняє найсолодшу музику, а сама дорога і є життям. Всі історії написані майже на реальних подіях".
|                                                               | Чи не вперше я вголос сміялась, читаючи рукопис. Чудовий шахрайський роман. Побільше б таких… Поєднання блискучого гумору та глибокої іронії. |
| — Галина Пагутяк (письменниця, лауреат Шевченківської премії) | |

Автор у книзі подав час і місце написання книги: 
| 26 квітня, 1-4 червня, 10-13 грудня 2009 - 14-17 січня 2010 // Київ, Фос-ду-Іґуасу (Бразилія), Флоріанополіс (Бразилія) |

## Представлення
Книга вперше була представлена 16 березня 2011 року у Києві, у книгарні «Є», про що було оголошено автором у його блозі на LiveJournal 14 березня.

## Рецензії
- Тетяна Дігай. Мексиканська авантюра[недоступне посилання] на сайті автора книги. — Процитовано 11 січня 2013
- Андрій Кокотюха. Неформатні в Україні [Архівовано 30 січня 2013 у Wayback Machine.] на сайті «Буквоїд». — Процитовано 11 січня 2013
- Віта Левицька. Авантюрне хуліганство [Архівовано 16 лютого 2014 у Wayback Machine.] на сайті «Друг читача». — Процитовано 11 січня 2013
- flower_sunny. Захоплююча теорія абсурду на сайті LiveJournal. — Процитовано 11 січня 2013

## Видання
- 2011 рік — видавництво Книжковий клуб «Клуб сімейного дозвілля».